# Yu Yu Hakusho (filme)
Yu Yu Hakusho (幽☆遊☆白書, Yū Yū Hakusho), também conhecido como The Golden Seal e O Rapto de Koenma, é o
primeiro filme  da série Yu Yu Hakusho.

## Enredo
Durante as férias escolares, Yusuke e Kuwabara estão se divertindo da melhor maneira que podem. De repente, eles são interrompidos por Botan, que lhe informa que Koenma foi sequestrado. Assim, o curta narra a história de Yusuke e Kuwabara - que vão resgatar o Sr. Koenma - num combate contra os habitantes do MeiKai (equivalente ao "Céu" do Makai - inferno) que querem o Carimbo de Ouro (Golden Seal) do pai de Koenma – o rei Enma Daioh.
Assim como no seriado de TV, o filme contém as músicas "Hohoemi no Bakudan" e "Sayonara Bye Bye", cantadas por Matsuko Mawatari, como temas de abertura e encerramento, respectivamente.

### Sinopse
| “ | Koenma é raptado por Koashura e Garuga enquanto estava de férias. Garuga deixa registrado no vídeo de Koenma uma exigência: O Carimbo de Ouro (Golden Seal) do pai de Koenma – o rei Enma Daioh – que é a prova do poder do rei Enma no mundo espiritual; deverá ser entregue no Vale do Magma até o pôr-do-sol. Caso isso não seja feito, Koenma morre. Agora a turma de Yusuke Urameshi precisa ser mobilizada para salvá-lo. | ” |

## Personagens
Além dos personagens principais (Yusuke Urameshi, Kazuma Kuwabara, Kurama, Hiei, Botan, Koenma, Jorge Saotome), o filme traz alguns personagens novos, a saber:

#### Kotennyo
Ela é o motivo da raiva que Koashura alimenta por Koenma. No passado, Kotennyo havia trocado Koashura por Koenma.

#### Vilões/Antagonistas

##### Garuga
O grande vilão do curta. Ele é um Youkai poderoso que sequestrou Koenma. Fingiu ser servo de Koashura para conseguir o Carimbo de Ouro, o símbolo do poder do domínio no Mundo Espiritual.

##### Koashura
Koashura teve grande responsabilidade no caso do Sequestro de Koenma. Tudo para ele se resumia a uma grande vingança contra o Koenma.

##### Shoubi
É um Capanga de Garuga. Seu forte é o ataque aéreo. Tentou roubar o Carimbo de Ouro mas tombou frente a espada de Hiei.

##### Jugan
Um youkai tenebroso que se camufla nas árvores. Foi derrotado por Kurama.

##### Yasha
Yasha é um perigoso youkai procurado pelo Mundo Espiritual. Ele havia assumido a identidade de Garuga para enganar Koashura.